# Давыдково (городской округ Клин)
Давыдково — деревня в Клинском районе Московской области России. Относится к городскому поселению Клин. Население — 218 чел. (2010).
Расположена около реки Сестры. Ближайшие населённые пункты — деревни Рубчиха, Акатьево, Нагорное и Покров.

## История
Изначально деревня располагалась на старом деревянном тракте Москва - Тверь - Новгород - С.-Петербург и состояла из трёх деревень: со стороны Москвы - Кунаевка, в середине Давыдково, в сторону Клина - Ершовка. Позже когда было построено каменное шоссе, которое проходило параллельно деревянному тракту но южнее (современная трасса М-10), эти три деревни переехали на эту дорогу и связались в одну деревню под названием Давыдково.
Во время Великой Отечественной войны была оккупирована немецко-фашистскими войсками. В конце 40-х годов XX века была построена школа. В 1994—2001 годах — центр Давыдковского сельского округа.

## Население
| 2002 | 2006 | 2010 |
| ---- | ---- | ---- |
| 184  | ↘156 | ↗218 |

## Люди, связанные с деревней
Здесь провёл своё детство народный артист Е. П. Леонов.